# الأردين (إقليم فرنسي)

خارطة الإقليم

الأردين (بالفرنسية: Ardennes)‏: هو إقليم فرنسي تابع لمنطقة الشرق الكبير. يبلغ عدد سكانها 290130 نسمة .

## أعلام
- جول جامين
- فرناند أنجيل
- كريستين أدامو
- كريستوف لاغرانج